# アレクセイ・ティトフ
アレクセイ・ニコラエヴィチ・ティトフ（ロシア語: Алексей Николаевич Титов, ラテン文字転写例：Aleksei Nikolaevich Titov, 1769年 - 1827年）は、18世紀後半から19世紀初頭にかけてのロシアの作曲家、ヴァイオリニスト。ティトーフとも。18世紀末、エカチェリーナ2世の跡を継いだパーヴェル1世（在位1796年 - 1801年）の治世による混乱期にロシア・オペラは一時的に停滞するものの、19世紀に入ってからは、ボードヴィルの上演が再び盛んとなる。ティトフのオペラもこの時期に作曲された。

## 経歴
ティトフはロシア帝国陸軍の少将を務めた軍人であるとともに、優れたアマチュア音楽家で、オペラ、バレエ、劇付随音楽などの舞台音楽を約20曲残している。代表的作品として、1805年にサンクトペテルブルクで初演されたオペラ『駅逓馬車の宿場』があり、A.クニャジニン（ヤコブ・クニャジニン (en) の息子）の台本による。内容は、主人公の農民フィラトカを茶化したコミック・オペラであり、ティトフはこれを第1作として『冬の集い、または宿場の続き』（1808年）、『婚礼の前夜祭、またはフィラトキンの婚礼』（1809年）の続編を仕立て、三部作を完成させた。ティトフの音楽は、当時としては異例といえる大編成の管弦楽を扱いながら、ロシア民謡やロマンスの様式を取り入れているものの、全体としては18世紀コミック・オペラの模倣の域を出ない、前時代的なものとされる。
1817年には、キエフ・ルーシ時代を舞台にした歴史世俗オペラ『あるキエフ男の勇敢さ、またはこれぞルーシの人々よ』を作曲して新たなジャンルを開拓した。

## ティトフ家
ティトフ家は、ロシア内外の音楽家が集まるサンクトペテルブルクの芸術界の中心の一つだった。一族にはロシア帝国の軍歴を持つ作曲家が多く、アレクセイの弟セルゲイ・ニコラエヴィチ・ティトフ（1770年 - 1825年）は陸軍中将で作曲家、チェリストである。セルゲイの作品として、ゲーテの『若きウェルテルの悩み』を題材にしたバレエ『新しきウェルテル』（1799年）やオペラ・ボードヴィル『農民たち、またはお呼びでない者たちの出会い』などがあり、これらの作品では、舞台衣装に当時の日常のものを用いたり、ナポレオンがロシアに侵入した1812年ロシア戦役での出来事をストーリーに盛り込むなど、舞台に時事性を反映させる試みが見られる。また、アレクセイの子ニコライ・アレクセーヴィチ・ティトフ（1800年 - 1875年）も父親と同じ陸軍少将であり、19世紀前半を代表するロマンスの作曲家となった。
このほか、アレクセイの子でニコライの弟ミハイル（ミハイル・アレクセーヴィチ・ティトフ、1804年 - 1853年）、セルゲイの子ニコライ（ニコライ・セルゲーヴィチ・ティトフ、1798年 - 1843年）も作曲家である。